# ユトレヒト条約
ユトレヒト条約（ユトレヒトじょうやく、英: Treaty of Utrecht）は、スペイン継承戦争を終結させるために、1713年4月から1715年2月にかけて、ネーデルラント連邦共和国のユトレヒトで結ばれた一連の平和条約の総称。スペイン継承戦争では空位となったスペインの王位をめぐって3人の候補が争い、ヨーロッパの大半の国々を巻き込んで十年以上にわたって続いていた。基本的にはスペイン王に自身の孫フェリペ5世を擁立したルイ14世率いるフランスと、その他諸国の同盟軍が衝突するという構図であった。いずれの陣営も莫大な金を投入し血を流したものの、決定打にかけて手詰まりとなりつつあった。最終的に結ばれたユトレヒト条約で、フェリペ5世はスペイン王位を国際的に承認される代わりにフランス王位請求権を永久に放棄することになり、その他にもフランスとスペインの将来的な統合可能性を阻む様々な措置が取られた。
スペイン王国、グレートブリテン王国（イギリス）、フランス王国、ポルトガル王国、サヴォイア公国、ネーデルラント連邦共和国（オランダ）、神聖ローマ帝国（オーストリア）からそれぞれの君主の代表団が集まり、オーストリアを除く各国の間で条約が締結された（オーストリアはしばらく継戦したのちラシュタット条約を結ぶ）。ルイ14世はスペインにブルボン朝の王を立てることこそできたものの、ヨーロッパに覇権を築く野望はここに頓挫することとなった。これにより、勢力均衡に基づくヨーロッパ秩序への道が固められた。イギリスの歴史家G・M・トレヴェリアンは、次のような評を下している。 
この条約は、安定した特徴的な18世紀文明の時代を先導し、ヨーロッパに対する古きフランス君主国の脅威に終止符を打ち、世界全体に少なからざる変化をもたらした。すなわち、グレートブリテンの海洋、貿易、金融における覇権である。
ユトレヒト条約で王位を承認されたスペインのブルボン家は、フランスの本家が革命で倒された後も生き残り、中断をはさみつつも現在までスペイン王位を継いでいる。

## 和平交渉

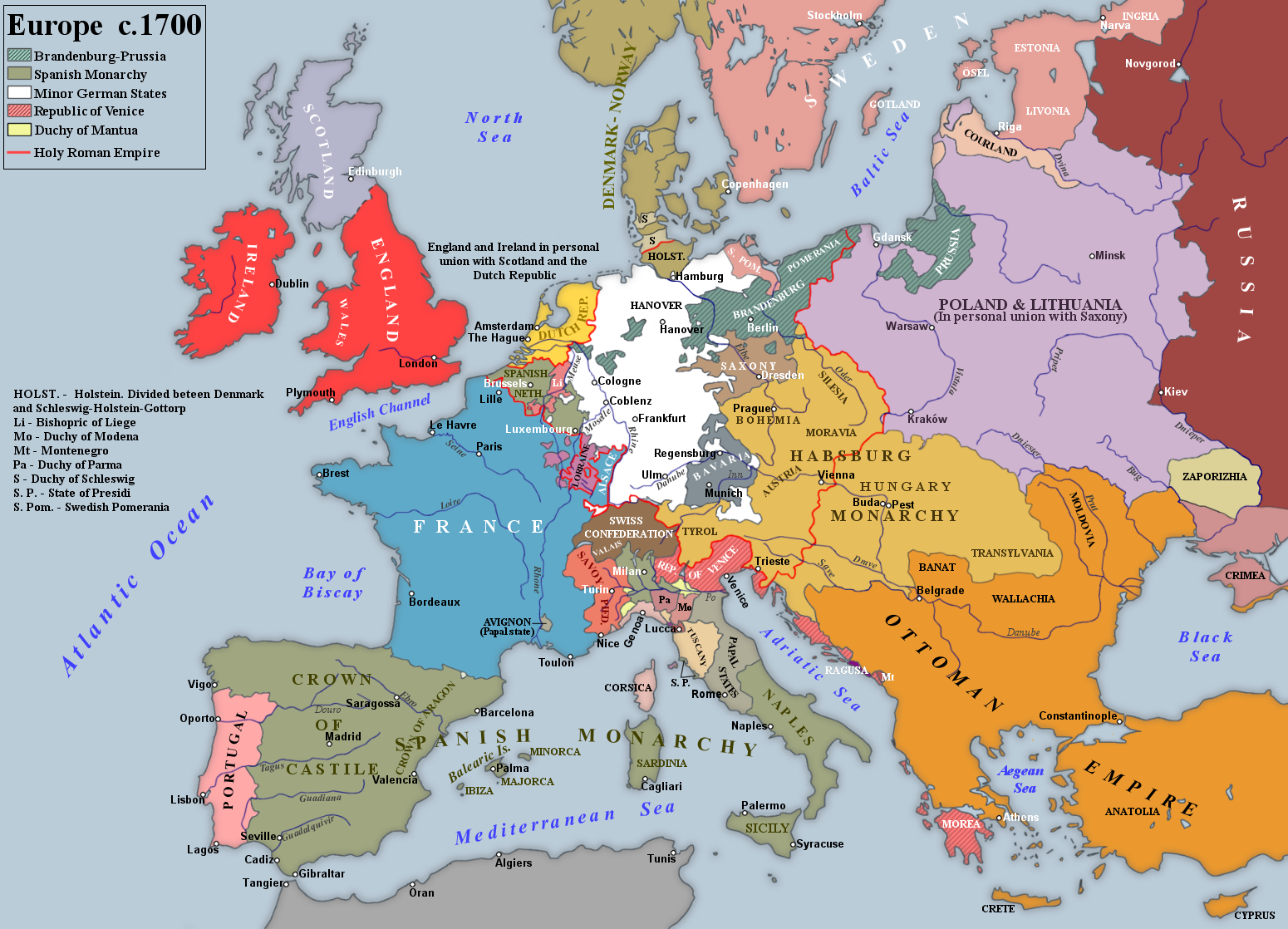
スペイン継承戦争勃発時（1701年）のヨーロッパ

1700年、スペイン王カルロス2世が嗣子の無いまま死去し、スペイン・ハプスブルク朝が断絶した。翌年から始まったスペイン継承戦争は、その後14年にわたって続いた。

### 英仏予備交渉
イギリスはホイッグ党政権のもと、「スペインなくして講和なし」、すなわちブルボン家のスペイン王位継承を認めないことを原則として戦争を続けていた。しかし1710年、トーリー党のオックスフォード伯ロバート・ハーレーが、この原則を放棄する代わりにイギリスが権益を得るという形の和平を目指して極秘裏にフランスと接触し、秘密交渉が始まった。同年のうちに、ホイッグ党政権が倒れた。これに代わったハーレーや、シュルーズベリー公爵チャールズ・タルボット、ボリングブルック子爵ヘンリー・シンジョンらトーリー党政権は、表向きは戦争を継続しながらもフランスと秘密交渉を進めて講和にこぎつけるべく、和平案をフランス側から提示された体で閣議にかけつつ、1711年に戦争の英雄であるマールバラ公ジョン・チャーチルを解任し、1712年に講和に反対したロバート・ウォルポールを投獄するなどして野党ホイッグ党に圧力をかけていた。9月27日に調印された英仏間の予備条約の内容は、フランス王ルイ14世がイギリス女王アンの王位とプロテスタントの王位継承を認め、フランス・スペインの合邦を否定するなどというもので、これに加えてイギリスのジブラルタル・メノルカ島やアシエントなどの商業利権獲得といった内容も取り決められた。しかしホイッグ党も1711年にシンジョンらの予備条約案をリークし、トーリー党内の反講和派をも取り込んで議会を延期させるなどして激しく抵抗した。

### ユトレヒト講和会議
ロンドンでの交渉に続き、1712年1月29日にユトレヒトで講和会議が始まった。イギリスからは、ブリストル主教ジョン・ロビンソンと駐ハーグ大使のストラフォード伯爵トマス・ウェントワースが代表として出席した。フランスの代表はユクセル侯、ニコラ・メナジェらの四名だった。オランダは予備条約を不承不承ながら認めて講和会議に代表を出したが、同じく反フランス・スペイン同盟軍に属していた神聖ローマ皇帝カール6世は、予備条約が拘束力を持たないことが保証されない限り代表派遣を拒否する立場をとった。後になってカール6世の要求が保証されたため、オーストリアは2月に代表を派遣した。その筆頭は宰相ジンツェンドルフであった。スペインは、まだフェリペ5世が王として承認されていなかったため、当初は全権大使を派遣しなかった。その他、サヴォイア公国とポルトガル王国が代表を派遣してきた。ポルトガルの代表はルイス・ダ・クーニャだった。
イギリス・オランダ・オーストリア（神聖ローマ帝国）の三国に対してフランス代表は、フェリペ5世のスペイン王位維持、善意に基づく西仏王冠合同の防止、あらゆる方面での原状回復（秘密予備条約でイギリスに与える特権は保障）といったフランス優位の和平案を提示して各国の反発を招き、講和会議は序盤から暗礁に乗り上げた。イギリスでは上院で野党ホイッグ党が講和よりも戦争継続を求める上奏分を上院で通過させた。これに対し以前からフランスとの交渉を担当していたトーリー党政権のボリングブルック子爵ヘンリー・シンジョンは、フランスとスペインの王冠統一阻止が保証されることを前提条件として、フランスとの秘密交渉を進めた。まずフェリペ5世にフランス王位継承権を放棄させる案を出したが、これは王権神授説のもと血筋で絶対的に王位継承が行われるフランスにはなかなか認められなかった。続いて4月末、サヴォイア公ヴィットーリオ・アメデーオ2世（スペイン王フェリペ2世の子孫）をスペイン王位につけ、フェリペ5世はシチリアとイタリアのスペイン領を支配する王となり、将来フランス王に即位してそれらをフランスに統合するという案も出た。ルイ14世もこれに好意的だったが、すでにスペイン王としての自覚を固めていたフェリペ5世は承諾しなかった。

### 戦況の変化と会議の進展
議論は遅々として進まず、戦争は密約に基づいてイギリスが怠慢行動を展開した結果、フランス側が巻き返していった。6月6日、アン女王がイギリス議会で講和の見通しが立ったと報告した。スペインとフランスの相互王位継承権放棄のめどが立ったためであった。1712年7月10日にフェリペ5世がフランス王位請求権放棄を宣言する文書に署名して、ユトレヒトでの国際会議もようやく軌道に乗った。
8月19日、パリでイギリスとフランス・スペインがスペイン戦域における停戦に合意し、講和会議の進行が急がれた。11月7日、ユトレヒトにおいて、まずフランスとポルトガルの間で停戦条約が締結された。続いて1713年3月14日にフランスとサヴォイアが停戦し、同日にスペイン、イギリス、フランス、オーストリアがカタルーニャからの撤退とイタリア戦域における停戦で合意した。王位継承問題については、1612年11月にフェリペ5世が正式にフランス王位継承権放棄を宣言し、その弟ベリー公と従弟オルレアン公がスペイン王位継承権を放棄していたが、1613年3月15日にベリー公らの請求権放棄が公式に宣言されたことで、講和の前提が揃った。

### 条約締結
主たる条約が結ばれたのは、4月11日だった。この日フランスは、5か国（イギリス、オランダ、サヴォイア、プロイセン、ポルトガル）と個別に平和条約を結んだ。フェリペ5世はフランスに権限委任状を与えていたが、それに基づき定められたスペイン領分割の条約内容を拒もうとした。しかしルイ14世がカタルーニャ平定のための支援を打ち切ると脅してきたため、結局スペインは7月13日にサヴォイア・イギリスと平和条約を結んだ。その後もユトレヒトでの講和会議は続き、1714年6月26日にスペインとオランダが、1715年2月6日にスペインとポルトガルが平和条約を結んだ。
ユトレヒトでは、同時並行して別の条約交渉も行われた。1713年4月11日、フランスはイギリス、オランダと個別に貿易・航海条約を結んだ。同年12月9日には、イギリスとスペインの間で同様の条約が結ばれた。

## 主な内容

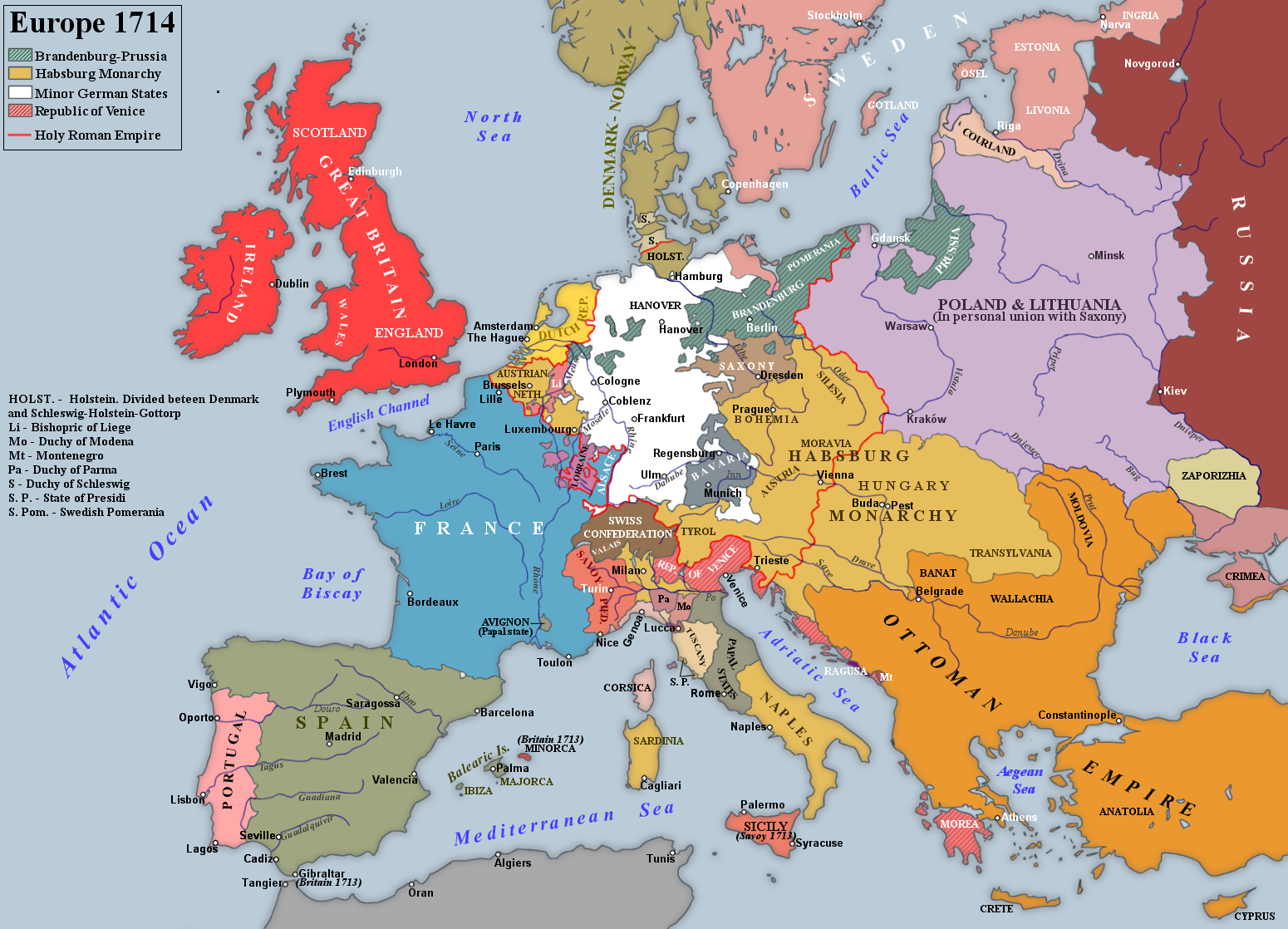
ユトレヒト条約・ラシュタット条約成立後（1714年）のヨーロッパ

ユトレヒト条約で結ばれた諸条約の内容は、主に王位継承問題、領土の変化、通商問題という3つの側面を有していた。

### 王位継承問題
ブルボン家のフェリペ5世は、スペイン王位にとどまることを認められる代わりに、自身や子孫のフランス王位請求権を放棄した。フランスのブルボン家も、ルイ14世の甥であるオルレアン公フィリップ2世をはじめ、スペイン王位継承権を持っていた者たちがこれを放棄した。このことは、1712年から1714年にかけてルイ14世の子孫が次々と死去した後、1715年にわずか5歳の曽孫ルイ15世が王位を確保するうえで重要な意味を持った。なおこの継承権放棄は、フランスの法とは矛盾をきたすものであった。
もう一つ、ユトレヒトではイギリス王位に関する重大な取り決めも行われた。名誉革命でカトリックのイングランド王ジェームズ2世がプロテスタントのメアリ2世とウィリアム3世に取って代わられて以降、フランスは宗派を共有する前者の系統を支持して、彼らジャコバイトの亡命宮廷をサン＝ジェルマン＝アン＝レー城に置かせて支援していた。しかしスペイン継承戦争の末に、ルイ14世はプロテスタントがグレートブリテン王位を継承するのを認めた。大僭称者ジェームズ・エドワードらは、フランスから追放された。これにより、長きにわたるステュアート朝とフランス・ブルボン朝の宗教的・血縁的な同盟関係は終焉を迎え、代わりにイギリスが政治的安定を手にしてさらに興隆するきっかけとなった。

### 領土の変化

1750年ごろの北アメリカ。なおフランス領内に描かれている砦の中には、スペイン継承戦争後30年もたってから建設されたものも含まれている。

領土面で最も大きな利益を得たのもイギリスだった。戦争中に占領したジブラルタルとメノルカ島は、そのまま領有を認められた。北アメリカでは、フランスがイギリスのイロコイ連邦に対する宗主権を認め、ノバスコシアの領土と、ニューファンドランドやルパート・ランドの領域に対する請求権を譲渡した。またフランスは、西インド諸島のセントクリストファー（サン・クリストフ）島もイギリスに割譲した。それ以外の、戦争以前から保持していた領域はフランスの手に残った。その中には、当時北アメリカ最大の軍事施設だったルイブール要塞を擁するケープ・ブレトン島も含まれていた。
スペイン領ネーデルラントをめぐっては、フランス領のイーペルやフュルヌとともにオーストリアに割譲されることになった。しかしオーストリアとカール6世はあくまでもスペイン王位を求める立場から戦争を続行し、ユトレヒト条約に調印しなかったため、講和がまとまるまでは暫定的にオランダの管理下に置かれることになった。プロイセンは上ヘルダーラントを獲得する一方で、南仏のオレンジ公領の請求権をナッサウ＝ディーツ家のウィレムと共に放棄することになった。ただしプロイセン王はオレンジ公を名乗ることを認められたため、ウィレムとプロイセンの間に禍根が残った。
イタリア半島でもスペイン領の分割が行われた。サヴォイアはスペイン領だったシチリアを獲得し、それまでの公国から王国への昇格を認められた。またフェリペ5世に嗣子が無いときはサヴォイア家がスペイン王位を継承し、逆にサヴォイアで公が絶えた時にはスペインに統合されることが定められた。オーストリアはナポリ、サルデーニャ、ミラノなどを獲得した。
ポルトガル・フランス間の条約ではフランス・スペインがアマゾンからオヤポク川までの領域（現ブラジル）における主権を放棄し、ポルトガルの主権が及ぶ範囲であると認めた。またフランスはかねてより求めていたアマゾン川の自由航行権を諦めた。1703年のメシュエン条約でポルトガルからの利益を受けていたイギリスは、ポルトガルの受益も後押ししていた。スペイン領ブエノスアイレス（現アルゼンチン領）の対岸にあるコロニア・デル・サクラメント（現ウルグアイ領）がスペインからポルトガル領ブラジルに譲渡され、イギリスはここを新大陸への更なる進出の手掛かりとした。

### 通商問題
イギリスの代表たちは、もっぱら貿易利権の扱いを重視していた。例えば彼らはフランスに、「ダンケルクの要塞を更地にし、港を塞ぎ、その水門を解体して二度と解体されない」よう要求するなどした。これはダンケルクが1本の潮流によって北海へ出ることができ、ドーバー海峡のイギリス海軍の巡視から逃れやすいという好条件ゆえに、フランス私掠船の主要な拠点となっていたためであった。ただこの要求は最終的に通らなかった。
もう一つイギリス政府が獲得した巨大利権が、アシエント・デ・ネグロス（黒人に関する契約）である。すなわちイギリスは、アメリカ大陸のスペイン植民地に黒人奴隷を供給する奴隷貿易の独占権をスペイン政府から認められたのである。このような契約が結ばれたのには、スペイン帝国自体があまり大西洋奴隷貿易そのものに関わろうとせず、奴隷供給を外国商人に委託するのを好んでいたという事情もあった。もともとアシエントの権利はフランスのブルボン家が保有していて、フランス商人が毎年5000人の奴隷をスペイン帝国に供給していた。さらにフェリペ5世を王位に据えてからは、フランスがこの契約をすべて支配していた。ユトレヒト条約によりイギリスがアシエントに関与できるようになってから、オランダのセファルディム・ユダヤ人の奴隷所有者は姿を消していき、イギリスでは排他的な契約を結べるとの期待から南海会社が設立された。イギリス政府は借金を減らすためにスペインとの貿易拡大を目指しており、そのためにはアシエントにかかわる権利を手に入れる必要があった。歴史家のG・M・トレヴェリアンによれば、1711年5月の時点でイギリスの国家財政はアシエントへの参与、すなわちスペイン領アメリカとの奴隷貿易の独占権を得ることを想定していて、講和条約によりそれをフランスから奪い取る計画を立てていた。実際にユトレヒト条約により、イギリス政府は30年間アシエントを結べる権利を獲得した。
このようにしてイギリスは、ユトレヒト条約により、ヨーロッパにおける最大の貿易国へと上り詰めた。

### その他
ブランデンブルク選帝侯・プロイセン公であったフリードリヒ・ヴィルヘルムは、戦争中の1701年にオーストリア（神聖ローマ帝国）の承認のもとプロイセン王を名乗っていた。ユトレヒト条約の時点では息子のフリードリヒ・ヴィルヘルム1世に代替わりしていたが、条約でフランスに王号を認められ、オーストリアと並ぶ大国へと近づいて行った。サヴォイア公ヴィットーリオ・アメデーオ2世もシチリア王を名乗るようになったが、1720年にサルデーニャ王国と交換した

## 各国の状況とその後

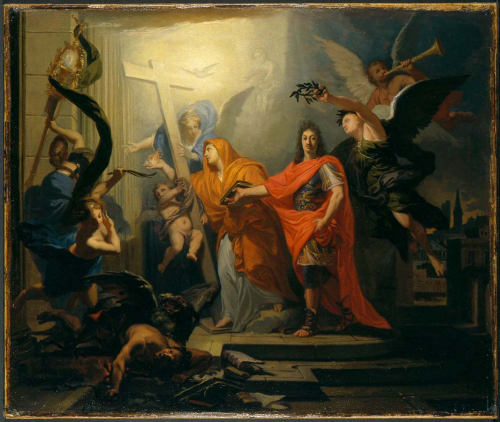
『ユトレヒトの和約の寓意』アントワーヌ・ラヴァル画

### イギリス

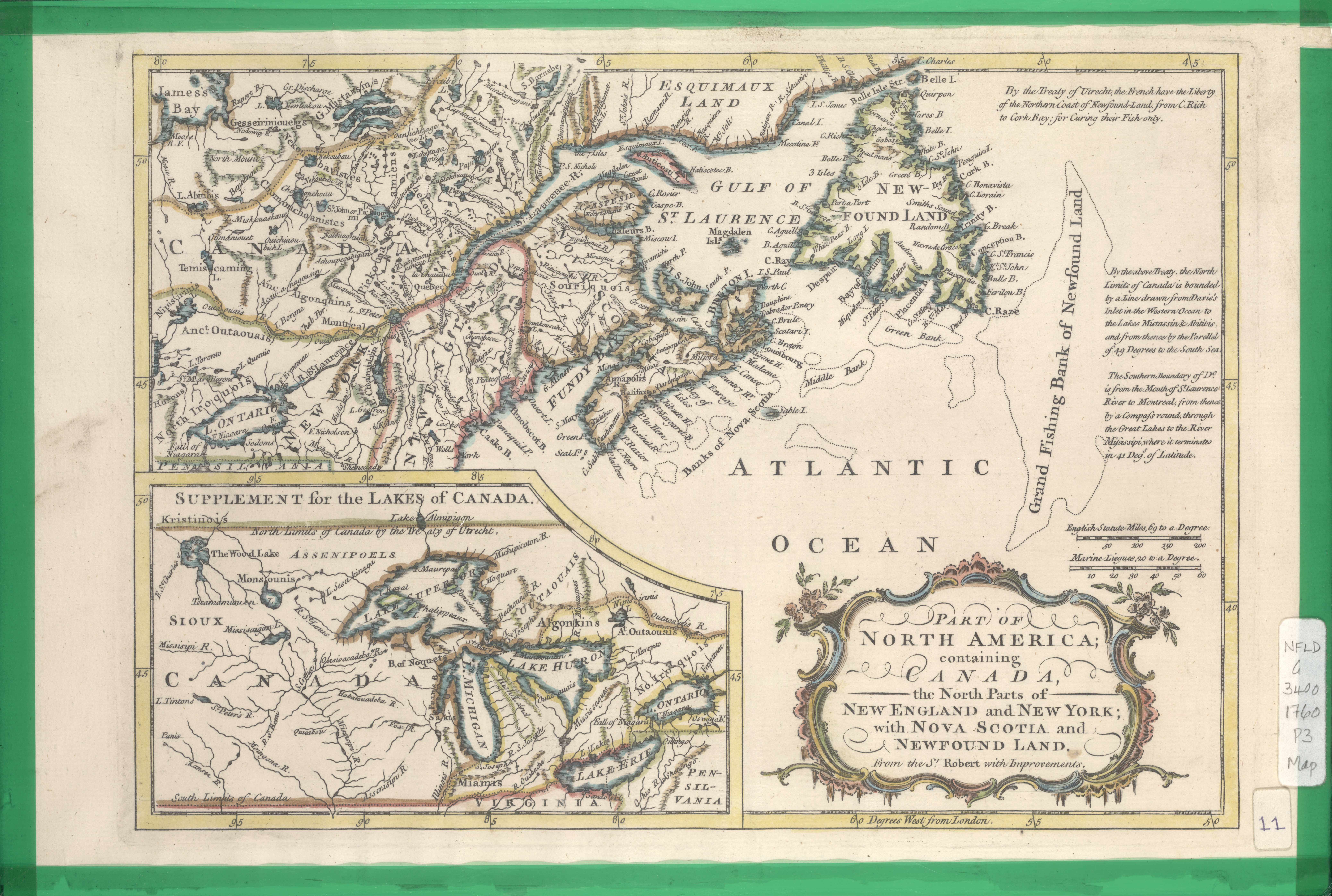
1760年の北アメリカ東部・北部。この後1763年にフレンチ・インディアン戦争が終結しパリ条約が結ばれる。この地図が作成された当時、ニューイングランドはセントローレンス川を境としており、ニューヨーク植民地は後のアッパー・カナダ植民地やオンタリオ州の領域まで伸びており、ペンシルベニア植民地はエリー湖南岸の領域の大部分を占め、ノバスコシア植民地はまだ後のニューブランズウィック州の領域を包含していた。

イギリスは個別条約によってスペイン領南アメリカとの貿易権とメノルカ・ジブラルタルの領有権を獲得し、海洋において優位に立った。この時以来、ジブラルタルは現在に至るまでイギリス領にとどまっている。またフランス継承戦争の参戦国政府が軒並み前例のない規模の負債を抱える中で、イギリスのみが財政危機を回避し、逆に貸し付ける側にまわった。
またイギリスはカトリックの王位請求勢力であるステュアート家のジャコバイトとの抗争やその後ろ盾であったフランスの暗躍に苦慮していたが、この条約を機にフランスがプロテスタントによるグレートブリテン王位継承を容認したおかげで、1714年8月にイギリス女王アンが死去した際には円滑にハノーヴァー朝への王位継承が進んだ。
1713年の段階では、反逆者とされていたジャコバイトが次々とイギリスに復帰し、老僭王ジェームズ・エドワードもハーレーやシンジョンら親ジャコバイトのトーリー党政権の活動により、プロテスタントに改宗すればアン女王の後を継いでイギリス王になれるという期待が持たれていた。しかしジェームズ・エドワードがこれを拒否したため、ハーレーらは彼を切り捨てて、ホイッグ党の主張と意を一つにしてハノーヴァー選帝侯ゲオルグ3世（後のジョージ1世）招聘路線へ踏み切った。1714年ルイ14世はジェームズ・エドワードを条約に基づきサンジェルマンの宮廷から追い出したものの彼に同情的で、船と士官を与え、さらにフェリペ5世に40万エキュの軍資金を工面させて、ジェームズ・エドワードを反ジョージ1世反乱がおきているスコットランドへ送り出した。これに対し、ハーレーと激しく対立するようになっていたシンジョンは1714年7月27日にハーレーを失脚させることに成功したが、8月1日にアン女王が死去すると、新たに即位したジョージ1世に罷免されてトーリー党ともども政権を追われた。そして新たなホイッグ党政権にスペイン継承戦争の早期講和の責任を追及された末、1715年3月26日にフランスへ亡命してジェームズ・エドワードの宮廷に加わった。ハーレーも不在のシンジョンと並んで弾劾され、ロンドン塔に収監された。1715年にスコットランドやイングランドでジャコバイトが反ハノーヴァー朝反乱を起こし、ジェームズ・エドワードもスコットランドに上陸したものの、すでにルイ14世の死去によりフランスの支援も受けられなくなっており、失敗に終わった。1716年の英仏同盟で、フランスはステュアート家への支援を打ち切った。

### オランダ
スペイン領だった南ネーデルラントの去就は北側のオランダにとっても大きな関心事であったが、講和会議が自国内で開かれたにもかかわらず、オランダはほとんど影響力を発揮できなかった。これについてフランスの外交官メルキオール・ド・ポリニャックは「あなたについて、あなたの周りで、あなた抜きで」(de vous, chez vous, sans vous)とオランダを嘲った。というのも、イギリスはボリングブルック子爵の命で司令官のオーモンド公ジェームズ・バトラーがオランダなどの連合軍に無断で撤退してドゥナの戦いでのフランスの勝利をお膳立てし（イギリスは味方の連合軍には事前に撤退を知らせなかったにもかかわらず、フランスにはそれを教えていた）、さらにほかの連合国に先んじて秘密裏にフランスと単独講和を結び、イギリスの権益獲得を既成事実としてしまっていたためであった。このため後から連合諸国がイギリスに抗議しても、何の意味もなさなかったのである。南ネーデルラントはオーストリアの手に渡ったが、それでもオランダは1715年にオーストリアと第三防壁条約を結び、オーストリア領ネーデルラントに共同主権を確保することができた。これはオランダ総督のオラニエ家とゆかりがあった南仏のオランジュ公国をフランスが武力併合したことに対する牽制の意図もあったが、結局オランジュ併合を覆すことはできなかった。
ネーデルラントはスペイン継承戦争を経て事実上破産し、なんとか取り付けた防壁条約も、間もなくあまり意味がなかったことが露呈した。オランダが守備に入っていた南ネーデルラントの要塞群は、1740年のオーストリア継承戦争で瞬く間にフランスに抜かれてしまった。防衛時にはイギリスが軍事支援するという約束も、ほとんど意味をなさなかった。軍隊自体もほとんど維持できなくなり、以後オランダは中立政策をとらざるを得なくなった。また商船海軍も貿易・政治両面で永続的な打撃をこうむり、ヨーロッパ諸国の貿易競争においてイギリスにとってかわられた。

### フランス
フランスにとって、最終的に結ばれたユトレヒト条約の内容は、1709年に連合軍に突き付けられていたものよりはるかに有利なものになっていた。とはいえ、1701年2月の時点と比べると、得られたものは僅かであった。強国という地位は保てたものの、軍事的衰退と、経済面でのイギリスの圧力といった問題を抱えることになり、それらが1740年のオーストリア継承戦争の遠因ともなった。
ルイ14世の孫であるフェリペ5世のフランス王位請求権放棄は、フランス・ブルボン家そのものも窮地に追い込んだ。ルイ14世は唯一成人した王太子ルイを1711年に失い、翌1712年に孫のブルゴーニュ公ルイ一家にも先立たれ、1714年にはもう一人の孫であるベリー公シャルルも事故死した。1715年にルイ14世も死去し、この時点でルイ14世の直系子孫で唯一生き残っていた5歳の曽孫ルイ15世が王位を継いだ。ルイ14世の甥にあたり、この時点で王位継承者となっていたオルレアン公フィリップ2世が摂政となると、彼のもとでフランスは親イギリスへと舵を切った。

### スペイン
スペインは本土のほとんどと西インド諸島を固守し、その後目覚ましい速度で復興を遂げた。1718年にナポリとシチリアを奪回しようとしたときはイギリス海軍に阻まれたものの、1734年に再度試みて成功している。また戦争中の1707年から制定が進められた新組織王令により、それまでのスペインの構成国だったアラゴン王国、バレンシア王国、マヨルカ王国が廃止された。ただしカタルーニャは1767年まで固有の権利の一部を維持していた。
フェリペ5世のフランス王位継承権放棄はフランスの継承法を侵害するものであり、フェリペ5世自身も本心ではフランス王位を諦めていなかった。彼は1728年11月9日に、パリ高等法院に赴いて次のように述べている。
紳士諸君、私の考えるところは、神が許さないことではあるが、万が一、我が最愛の弟であり甥であるルイ15世が後継者を残さず崩じた場合、私が彼からフランス王冠を継承する生まれながらの権利を享受することを主張することであり、その権利は私が有効に放棄しえなかったものである。……フランス王の死を知れば直ちに……我が父祖の王たちの王座を手に入れるべく出立するであろう。
しかし実際には、1729年にルイ15世の長男ルイ・フェルディナンが生まれ、その系統がフランス王位を継承していった。

### オーストリア
フランスとオーストリアの間では決着がついていなかったが、ユトレヒト条約締結後、1713年のライン川戦役でフランスが勝利したことで、カール6世もようやく平和条約締結に傾き、1714年にラシュタット条約とバーデン条約が結ばれた。ただし、スペインはこれらを認めず、オーストリアとスペインの間では1720年のハーグ条約まで条約が結ばれなかった。

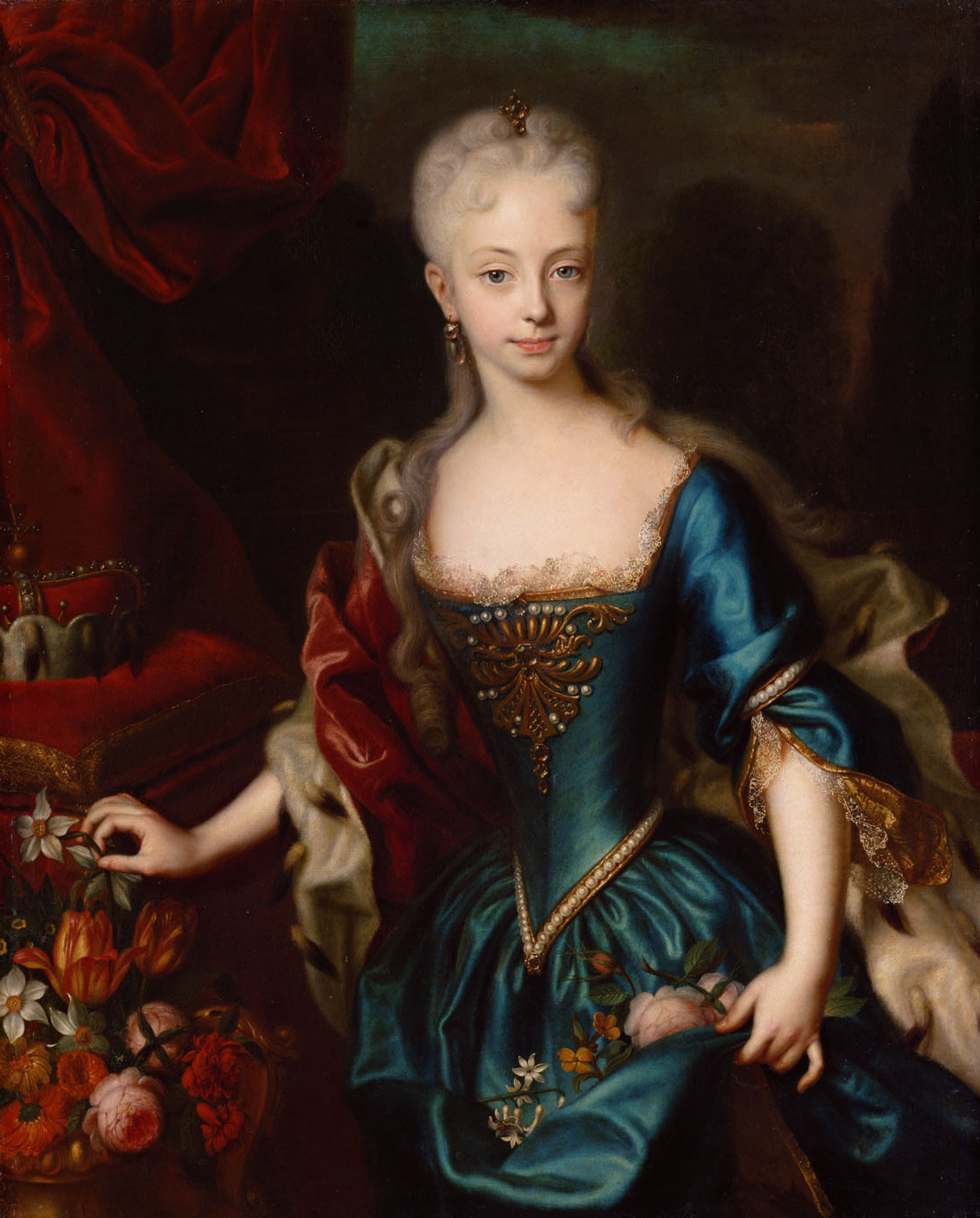
マリア・テレジアの大公位継承問題の影響で、オーストリアはスペイン継承戦争から十分な利益を得られず、最終的に1740年のオーストリア継承戦争に見舞われることになる。

オーストリアはスペイン王位の獲得にこそ失敗したものの、この継承戦争でイタリアとハンガリーにおける地位を固め、今までオスマン帝国に支配されていた南東ヨーロッパへの勢力拡大を続けることができた。金銭面では防壁条約により大きな出費を強いられたものの、オーストリア領ネーデルラントから得られる税収はそれを上回って国家収入の増大に寄与し、オーストリア軍の質を大幅に高めることができた。しかしこうした権益は、間もなく様々な原因により失われた。特に重要なのは、1713年の国事詔書とカール6世の娘マリア・テレジアの擁立を巡る混乱であった。
彼女への継承を確実なものにしようとして、オーストリアはあまり戦略的に利のない戦争に巻き込まれていった。1733年から1735年のポーランド継承戦争では、オーストリアは海を隔てた南イタリアの領土を守らなければならなかったが、これまで依存していたオランダの海軍力はひどく減退していた。先の1718年にはイギリスがシチリア・ナポリを守ってくれたが、1734年にはそれも拒まれ、スペインに奪回された。こうした争いの中で、ハプスブルク家は神聖ローマ帝国における支配力を失っていった。バイエルン、ハノーファー、プロイセン、ザクセンなどは独立勢力のようにふるまうようになり、1742年にはついにバイエルン選帝侯だったカール7世が非ハプスブルク家出身者として約300年ぶりに帝位についた。

## 歴史的意義
ユトレヒト条約に先立つ条約の中では、1648年のウェストファリア条約が大きな影響を及ぼしている。フランス・プロイセン間の条約では、ウェストファリア条約が聖俗両面で基礎的な役割を担ってきたとして、それ以降の条約による上書きがない部分についてはウェストファリア条約の効力が全面的に適用されることを確認している。同様のことはユトレヒトで結ばれた他の条約でも言及されている。こうしたことから、明石はユトレヒト条約がウェストファリア条約体制の維持を明示している。
そのうえで、ウェストファリア条約に無く新たに加わったのが、勢力均衡の理念であった。イギリス・フランス間の条約の第二条では「全ヨーロッパの自由と安全を脅かす、スペインとフランスの両王国の過度な緊密ぶりから起きた重大な脅威のために……決して一人にして同一の人物が両王国の王となってはならない」と明記された。この均衡の概念自体は以前から提唱・言及されたこともあり、17世紀後半からは明白に意識されるようになっていた。しかしユトレヒト条約は、その均衡の構築が多国間条約の形で明確に規定された初めての例であった。歴史家の中には、このことを近代国民国家形成の成立に向けた極めて重要なマイルストーンであったと評価する者もいる。
1716年にフランスとプロイセンが結んだ条約では、ユトレヒト条約とバーデン条約をヨーロッパ全域における「公共の安寧と平穏にとって最も堅固な基礎を形成している」と評し、当事国がそれに反しないよう規定している。明石によれば、ユトレヒト条約は、それまでのキリスト教に基づくヨーロッパの一体性観念と、並立する世俗国家群が構成する国際社会の勢力均衡により維持される一体性観念が併存し、入れ替わりつつある一大転換点であった。